# Pseudapoderus gambiensis
Pseudapoderus gambiensis es una especie de coleóptero de la familia Attelabidae.

## Distribución geográfica
Habita en Gambia.